# Megasema insulata
Megasema insulata är en fjärilsart som beskrevs av W. Warren 1912. Megasema insulata ingår i släktet Megasema och familjen nattflyn. Inga underarter finns listade i Catalogue of Life.